# Abu Bakr ibn Umar
Abu Bakr ibn Umar (zm. w 1087; arabski: أبو بكر بن عمر) – przywódca Almorawidów.

## Życiorys
Abu Bakr ibn Umar był bratem Jahji ibn Umara, przywódcy berberskiego plemienia Lamtuna, należącego do konfederacji Sanhadża na zachodniej Saharze. W 1046 roku wraz z bratem przyłączył się do religijnego przywódcy Abdullaha ibn Jasina, głoszącego swoją naukę wśród Berberów.  W czasie powstania plemienia Dżudala, które doprowadziło do przejściowego wypędzenia Abdullaha ibn Jasina i jego popleczników, ten wyznaczył Jahję ibn Umara na przywódcę nowo powstałego przymierza Almorawidów. Jahja zginął w walce z plemieniem Dżudala w roku 1056, a Abu Bakr ibn Umar został przez Abdullaha ibn Jasina mianowany nowym przywódcą Almorawidów. Objąwszy władzę, Abu Bakr stłumił powstanie plemienia Maghrawa w Sidżilmasie, a sam osiadł w mieście Aghmat. 
Abu Bakr poślubił Zajnab an-Nafzawijję, wdowę po przywódcy Aghmatu, co umożliwiło mu zwiększenie swoich wspływów wśród plemion Atlasu. Po śmierci Abdullaha ibn Jasina w 1059 roku Abu Bakr stał się zarówno przywódcą świeckim, jak i religijnym Almorawidów. Jako ośrodek dla swojego ruchu religijnego Abu Bakr założył 7 maja 1070 roku miasto Marrakesz (istnieją też przekazy mówiące o założeniu miasta przez Jusufa ibn Taszfina w 1060 roku, obecnie uznawane są one jednak za legendy). Kiedy na Saharze wybuchło nowe powstanie, Abu Bakr wyznaczył bratanka Jusufa ibn Taszfina na swojego zastępcę, a sam ruszył do walki. Jusuf wykorzystał jednak nieobecność stryja, żeby umocnić swoją własną władzę. Kiedy Abu Bakr wrócił do Maroka, praktycznie nie miał już władzy. Zrezygnował z walki przeciw stryjowi i wycofał się z powrotem na Saharę. Formalnie jednak Jusuf ibn Taszfin wciąż uznawał Abu Bakra za przywódcę Almorawidów.
Abu Bakr aż do swojej śmierci w 1087 roku prowadził walkę z pogańskimi plemionami zachodniej Sahary i Sudanu. Jego największym sukcesem były kampanie w Imperium Ghany, gdzie obsadził u władzy islamskich przywódców. W ten sposób zaczęła się islamizacja plemion nad brzegami Nigru.